# Lizzy Caplan
Elizabeth Anne "Lizzy" Caplan, född 30 juni 1982 i Los Angeles i Kalifornien, är en amerikansk skådespelare. Hon har bland annat varit med i filmen Mean Girls (2004) där hon spelade Janis Ian.
Caplan hade mellan 2006 och 2012 ett förhållande med skådespelaren Matthew Perry. Den 2 september 2017 gifte hon sig med skådespelaren och producenten Tom Riley.

## Filmografi i urval
- 1999–2000 – Nollor och nördar (TV-serie) (fyra avsnitt)
- 2002 – Orange County
- 2004 – Mean Girls
- 2005–2006 – Related (TV-serie) (19 avsnitt)
- 2006–2007 – The Class (TV-serie) (19 avsnitt)
- 2008 – Cloverfield
- 2008 – My Best Friend's Girl
- 2008 – True Blood (TV-serie, sex avsnitt)
- 2009 – Crossing Over
- 2009–2010 – Party Down (TV-serie) (20 avsnitt)
- 2010 – 127 timmar
- 2010 – Hot Tub Time Machine
- 2011 – High Road
- 2012 – Save the Date
- 2012 – Möhippan
- 2012 – New Girl (TV-serie, fyra avsnitt)
- 2012 – Frankie Go Boom
- 2013–2016 – Masters of Sex (TV-serie) (46 avsnitt)
- 2014 – The Interview
- 2015 – The Night Before
- 2016 – Now You See Me 2
- 2016 – Allied
- 2018 – Das Boot (TV-serie, 2018)
- 2022 – Fleishman Is in Trouble (TV-serie)
- 2023 – Fatal Attraction (TV-serie)
- 2025 – Zero Day (TV-serie)